# Aweil (stato)
Aweil è uno dei 28 Stati del Sudan del Sud. Istituito nel 2015, ha per capitale Aweil.